# Swaffham Bulbeck Lode
Swaffham Bulbeck Lode ist der Name eines zumindest teilweise künstlich angelegten Kanals in der englischen Grafschaft Cambridgeshire, welcher zu den Cambridgeshire Lodes gezählt wird. Er verbindet den Ort Swaffham Bulbeck über den Weiler Commercial End mit dem River Cam.

## Verlauf

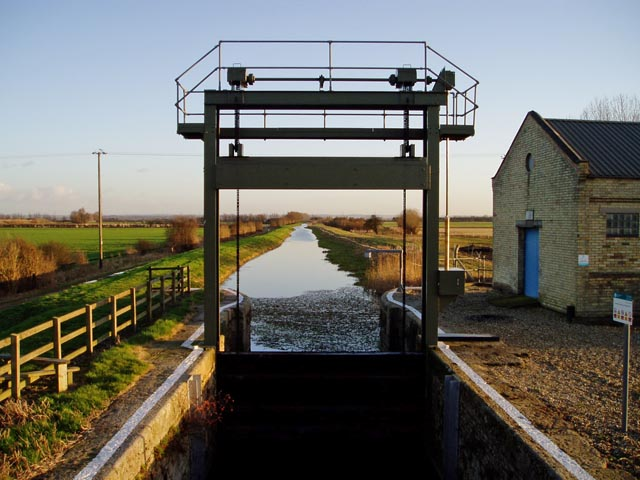
Die Schleuse am Übergang zum River Cam.

Der etwa 6 Kilometer (4,75 Meilen) lange Swaffham Bulbeck Lode entsteht nordwestlich von Swaffham Bulbeck und westlich des Weilers Commercial End aus dem Gutter Bridge Ditch. Er fließt mehr oder weniger gerade nach Nordwesten, ehe er nordöstlich von Waterbeach in den River Cam einmündet. Bei der Mündung befindet sich ein Schleusentor.
Auf seinem Lauf nimmt der Swaffham Bulbeck Lode mehrere Entwässerungskanäle auf.

## Geschichte
Der Ursprung des Swaffham Bulbeck Lodes geht auf die Römerzeit zurück. Nach dem Abzug der Römer spielte der Lode wahrscheinlich nur eine untergeordnete Rolle als Transportweg, obwohl sich an seinem Ende eine kleine Siedlung namens Newnham bildete, welche heute als Commercial End bekannt ist. Erst ab dem 18. Jahrhundert gewann der Lode wieder an Bedeutung als Handelsweg zur Anlieferung von Wein und Salz und dem Abtransport von Getreide. Im Laufe des 18. Jahrhunderts musste der Lode immer wieder von Schlamm befreit und seine Ufer verstärkt werden. Mit der zunehmenden Nutzung des Lodes wuchs auch die Bedeutung von Commercial End. Nach 1805 legte Thomas Bowyer eine private Anlegestelle für seine in Commercial End errichteten Warenhäuser an, welche er über einen kurzen Kanal mit dem Lode verband. Am Ende des Lodes befand sich zu jener Zeit auch eine weitere Anlegestelle. Selbst nach dem Anschluss des Cambridgeshires an das Eisenbahnnetz wurde der Lode noch einige Zeit als Transportweg genutzt.
Der Swaffham Bulbeck Lode ist heute nicht mehr mit Booten befahrbar.